# 林格曼效应

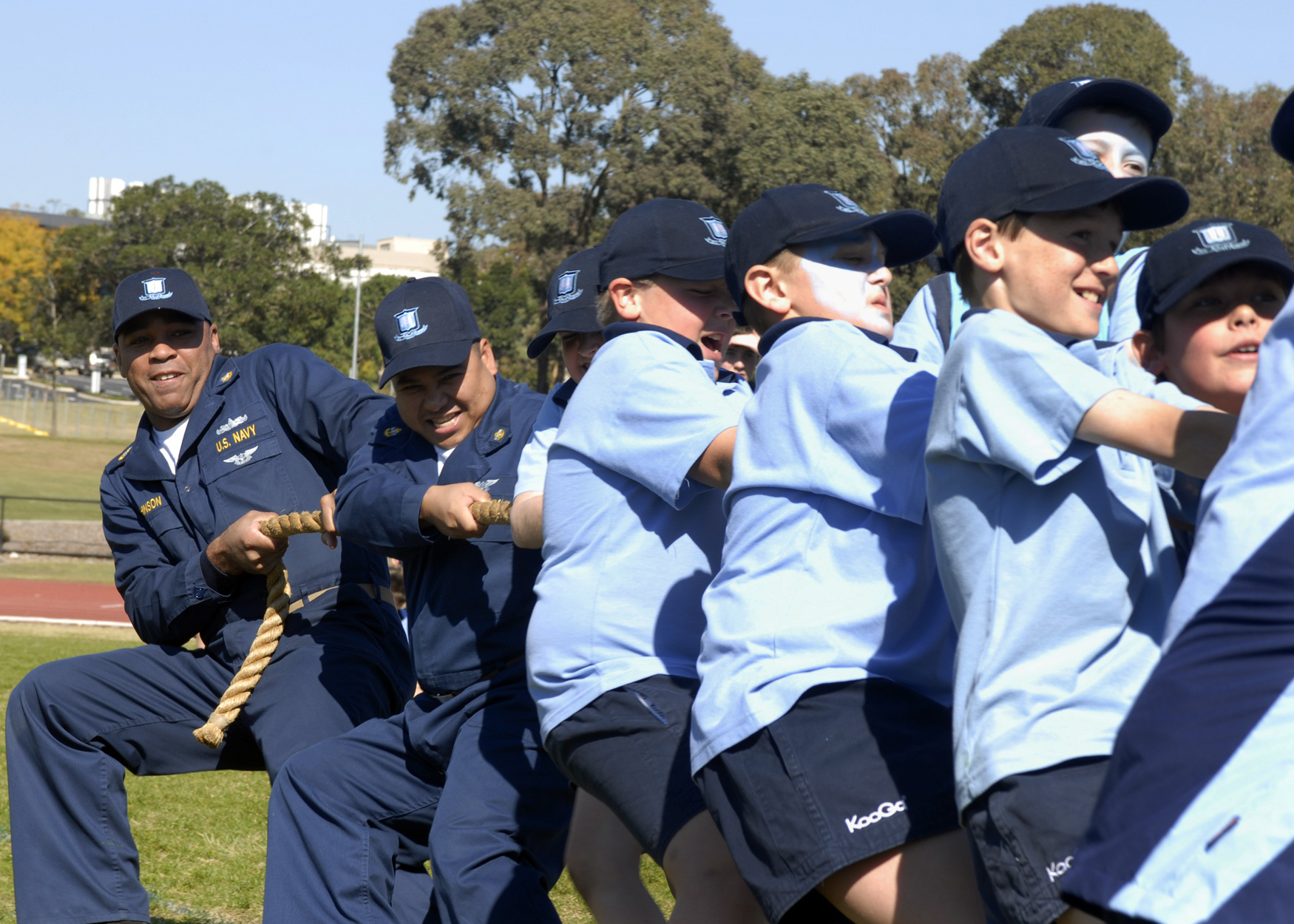
拔河常被認為是林格曼效應的例證。隨著越來越多人參與一項任務，他們的平均表現會下降，每個參與者往往覺得自己的努力並不重要。

林格曼效应是指随着群体规模的扩大，群体中个体成员的生产力会变得越来越低的现象，由法国农业工程师马克西米利安·林格曼（Maximilien Ringelmann，1861-1931）提出，即群体规模与群体个人对完成任务的贡献大小之间存在反比关系。在研究「过程损失」（即绩效有效性或效率降低）和群体生产力之间的关系时，林格曼发现成員在群体共同完成一项任务時（例如拉绳子），实际上比单独行动时所付的努力要少得多。随着越来越多的人加入团队，团队往往会变得越来越低效，不符合团队努力和团队参与使成员更落力的理念。

## 原因
根据林格曼的说法，群体之所以无法充分发挥其潜力，是因为各种人际过程（动力丧失和协调问题）削弱了群体的整体能力。

### 动力丧失
动力丧失（或称社会惰化）是指个人在群体工作中付出的努力减少。林格曼認為群体成员倾向于依靠他们的同事或組員来完成共同任务。尽管团体成员被問時通常表示他们已经尽了最大潜力，但有证据表明，成员甚至在不知不觉中也表现出惰化。为了降低群体中的社会惰化程度，社会促进文献提出了“解决方案”，例如：
- 提高可识别性：当人们觉得自己的个人想法或产出是可识别时，他们会更有动力为团队任务付出更大的努力[5]。同理，如果一项任务允许小组成员保持匿名，他们会感到被他人评价的压力较小，从而导致社会惰化和小组任务生产力下降[6]。

- 尽量减少搭便车行为：表现出社会懈怠的人通常相信其他人会弥补他们的不足。因此，应该让每个成员都感觉到他们是团体中不可或缺的。讓成員認知自己在群体中的重要性，成员往往会更加努力地实现群体目标[7]。通过缩小群体规模也可以达到类似的效果，因为随着群体规模的缩小，群体中每个成员的角色变得越来越不可或缺，因此闲散的机会就更少了[6]。

- 设定目标：制定了清晰明确目标的团体往往比那些忘记目标的团体表现更好[8]。设定明确的目标可以刺激一系列提高生产力的过程，包括增加对团队的承诺、对团队工作进行周密的规划和质量监控，以及提高努力程度[9]。团队目标还应具有挑战性，要求所有团队成员充分合作[6]。

- 增加参与度：增加小组成员对于任务或目标的参与度，可减少社会懈怠。这可以通过将任务转变为小组成员之间的友好竞争来实现，或者根据整个小组的表现对任务进行奖励或惩罚[6]。另外，也可以让团队个别成员相信当前目标很重要，但是其他成員缺乏动力去实现目标，以激勵成員，这一过程称为社会补偿[6]。

### 协调问题
当个人聚集起來执行任务时，他们的表现取决于他们的个人资源（例如天赋、技能、努力）以及群体内各种人际过程。即使小组成员具备完成指定任务所需的能力和专业知识，他们也可能无法以富有成效的方式协调。例如，曲棍球迷可能会觉得某支球队因为该队由全明星球员组成而最有获胜的机会。然而在现实中，如果成员在比赛期间不能有效地合作，那么团队的整体表现可能会受到影响。团队成员之间的协调问题取决于要执行的任务的要求。如果一项任务是单一的（即不能分解为各个成员的子任务），需要产出最大化才能成功（即生产量高），并且需要成员之间相互依赖，那么集体的潜在绩效就依赖于成员之间相互协调的能力。

## 实证
后续研究有助于林格曼效应理论的进一步发展。有研究指，即使被置于伪群体中（即由工作人員和一个真正的参与者组成的群体），群体成员仍然表现出拉绳力的减弱。實驗人員指示同伴假装用力拉绳子，向真正的参与者暗示所有成员都在共同努力。有趣的是，由于参与者和同伙之间几乎没有协调（他们没有实际参与行动），沟通不畅不能解释努力的减少。因此，动机丧失在很大程度上决定了个人作为群体成员时的表现下降。
此外，研究表明，有过团队运动经验的参与者可能不会表现出林格曼效应。